# Zethes monotonus
Zethes monotonus är en fjärilsart som beskrevs av Edward P. Wiltshire 1969. Zethes monotonus ingår i släktet Zethes och familjen nattflyn. Inga underarter finns listade i Catalogue of Life.